# Johann Pötsch
Johann Pötsch (* 24. März 1894 in Irdning, Steiermark; † 4. April 1968 ebenda) war ein österreichischer Politiker (CS, VF, ÖVP).

## Leben
Johann Pötsch, der im Irdninger Ortsteil Raumberg geboren wurde, besuchte nach Besuch der Volks- und Hauptschule eine landwirtschaftliche Fachschule. Von 1916 bis 1917 leistete er Kriegsdienst im Ersten Weltkrieg. Nachdem er von 1918 bis 1920 kurzzeitig als Gendarm in den Gemeinden Gröbming und Sankt Gallen gearbeitet hatte, übernahm er 1920 als Landwirt den Hof seiner Eltern. Pötsch engagierte sich im Christlichen Volksbund und im christlichsozialen Bauernbund und gehörte der Bezirksvertretung Irdning an.
1934 zog er sowohl in den Bundeswirtschaftsrat wie auch die Landesbauernkammer, einem Vorläufer der heutigen Landwirtschaftskammer ein, deren Mitglied Pötsch bis zum Anschluss Österreichs, im Jahr 1938 war. Nach dem „Anschluss“ Österreichs wurde er für drei Wochen inhaftiert.
Im Dezember 1945 wurde Pötsch in Wien als Abgeordneter der ÖVP zum Nationalrat vereidigt. Als Parlamentarier war Pötsch danach bis Juni 1953 tätig. Unmittelbar darauf folgte sein Wechsel in den Bundesrat. Der zweiten österreichischen Parlamentskammer gehörte Johann Pötsch von Juni 1953 bis Juni 1956 an.